# Synagoga Magen Abraham w Bejrucie
Synagoga Maghen Abraham w Bejrucie (arab. كنيس ماغن إبراهيم, hebr. בית הכנסת מגן אברהם) – synagoga znajdująca się w Bejrucie, stolicy Libanu w dawnej dzielnicy żydowskiej przy ulicy Wadi Abu Jamil.
Synagoga została zbudowana w 1925 roku. Otrzymała nazwę na cześć syna Abrahama Sasona. Środki zgromadzone na budowę nie wystarczyły jednak na zakup wyposażenia, które ufundował przywódca miejscowych Żydów Josef Farhi. W latach 40. XX wieku w synagodze zatrzymywali się żydowscy uchodźcy zmierzający do Palestyny.
W 1976 roku po wybuchu wojny domowej w Libanie, przywódca Joseph Fahri przewiózł zwoje Tory do Genewy, gdzie libański bankier Edmond Safra przechował je w sejfie bankowym. Większość z nich przewieziono później do sefardyjskich synagog w Izraelu. Po izraelskiej inwazji na Liban w 1982 roku Żydzi w Bejrucie stali się obiektem ataków ze strony muzułmanów. Spośród 60-osobowej gminy 11 osób zostało porwanych i zamordowanych, a reszta zdecydowała się na wyjazd.
W 1991 roku w mieście pozostało zaledwie 2 Żydów, co spowodowało zamknięcie synagogi. Władze libańskie podjęły decyzję o jej renowacji, ale prac remontowych jednak nie podjęto. Sąsiednia Szkoła talmudyczna została zburzona.
Przy synagodze w latach 1908–1978 urzędowali naczelni rabini Libanu, którzy również pełnili funkcję rabina Bejrutu:
- 1908–1909 – Rabbi Danon
- 1910–1921 – Jacob Maslaton
- 1921–1923 – Salomon Tagger
- 1924–1950 – Shabtai Bahbout
- 1932–1959 – Benzion Lichtman
- 1949–1966 – Jacob Attiyeh
- 1960–1978 – Chaoud Chreim